# Терамо
За провинцията вижте Терамо (провинция).
Тѐрамо (на италиански: Teramo) е град и община в Южна Италия, административен център на провинция Терамо в регион Абруцо. Разположен е на 263 m надморска височина. Населението на града е 55 004 души (към декември 2009).

## Побратимени градове
- Авила, Испания